# Castro Camera
Castro Camera était un magasin de vente d'appareils photographiques dans le district de Castro à San Francisco, en Californie. Il a été exploité par Harvey Milk de 1972 jusqu'à son assassinat en 1978.
Au cours des années 1970, le magasin est devenu le centre de la communauté gay croissante du quartier, ainsi que le siège des diverses campagnes d'élection de Milk.
Il s'agit d'un San Francisco Designated Landmark.

## Histoire
Photographe amateur, Harvey Milk est déçu quand un révélateur ruine un rouleau de pellicule. Avec son partenaire Scott Smith, il ouvre ce magasin en 1972, financé par leurs derniers 1000$ d'économies. La boutique devient bientôt au centre d'un flux croissant de jeunes américains de la communauté gay, venant de tous les Etats-Unis au Castro Camera, où leur orientation sexuelle est acceptée.
Au-delà de la vente d'appareils photographiques, Milk a fait de son magasin un centre social et un refuge pour les nouveaux arrivants,. Il en fait aussi un bureau de vote officiel pour les élections de San Francisco.
Très connu pour son implication civique promouvant le business et les consommateurs gays, Milk devient vite officieusement le "Maire de Castro Street". Daniel Nicoletta, le photographe le plus connu sur la couverture d'Harvey Milk et de son temps, rencontre d'abord ce dernier comme patron de magasin, avant de travailler comme assistant et chargé de campagne. Une autre cliente, Anne Kronenberg, devient campaign manager de Milk. Elle décrit sa première impression de lui comme un "fou furieux". D'autres membres du cercle d'Harvey Milk, dont Cleve Jones et Franck Robinson, sont devenus ses amis et collaborateurs depuis son magasin,.